# Visor till jul
Visor till jul är ett julalbum av Jimmy Nordin och Sören Tallhem från 2002.

## Låtlista
1. Fantastiska jul
2. Sankte Klas är tillbaks
3. 20 juleljus
4. Officiell låt för den svenska julen
5. Snälla barn
6. Dansa kring granen i natt
7. Tomtar på loftet
8. Vinterlandskap
9. Du får tomtehjärtat att slå
10. Grisen Fisen
11. Min gran
12. God god jul